# Rillettes

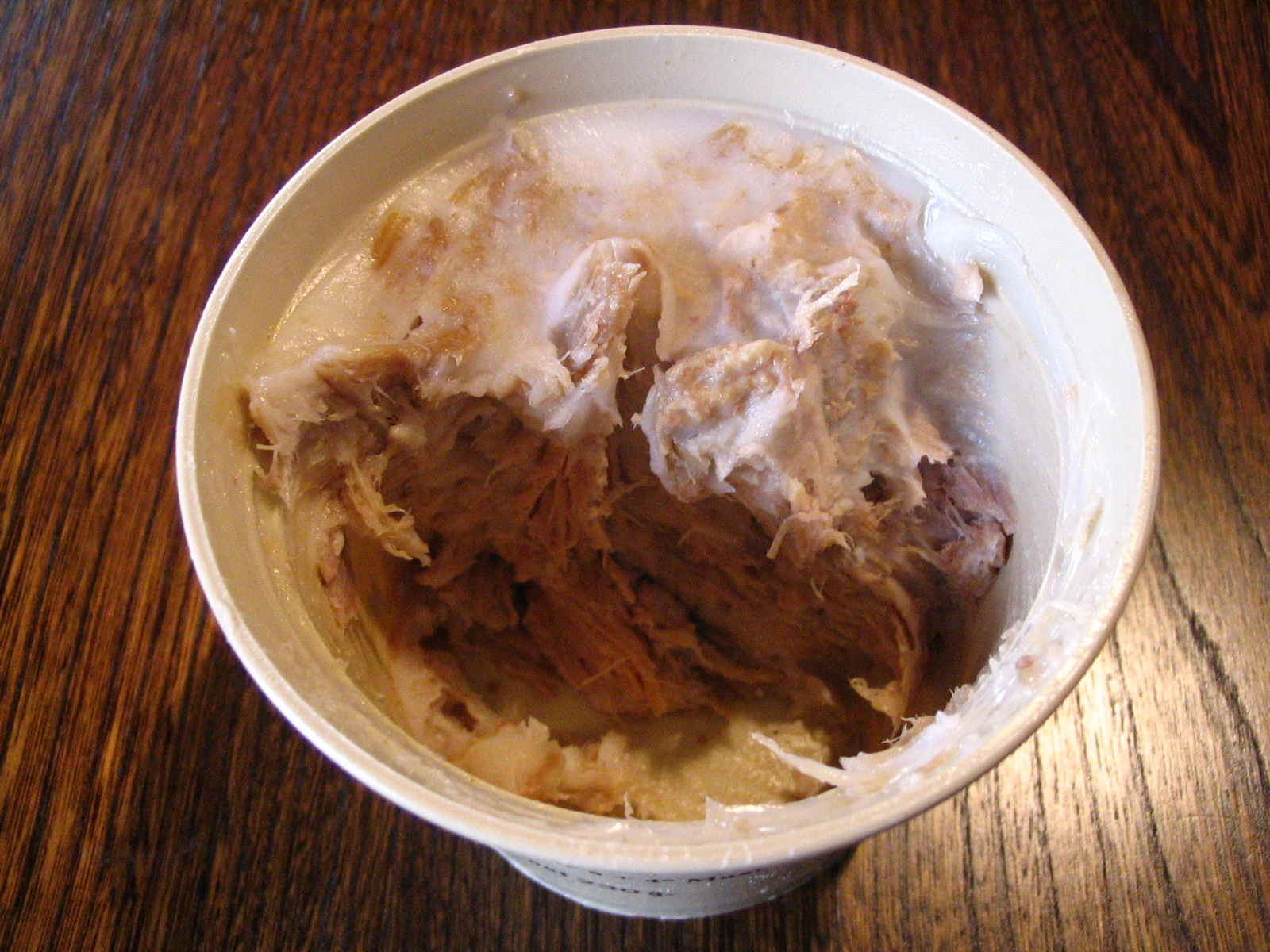
Pot de rillette du Mans

La rillette, conocida más comúnmente por su plural les rillettes, es un plato de charcutería francés típico de Le Mans, consistente en una especie de paté blando y hebroso.
Se hace con carne desmenuzada (generalmente de cerdo) cocida en su propia grasa y condimentada con sal, pimienta, especias y ocasionalmente vino o alguna otra bebida alcohólica.
Se venden en tarrinas de cartón, cubiertas por una película de grasa, y se consumen habitualmente en bocadillos o tostadas, ya que presenta un aspecto fácil de untar.
Si bien las más fáciles de encontrar son las de cerdo también podemos ver en tiendas especializadas de pato, conejo, oca o incluso de caza o pescado (de trucha, salmón...).
Nacidas en el siglo XV en el departamento de Indre y Loira, y más concretamente en la ciudad de Tours, fue en el Sarthe, en la ciudad de Le Mans, donde acabaron arraigándose y donde existe a partir del siglo XIX una abundante producción industrial.
Podemos distinguir según su preparación entre rilletes de Tours y de Le Mans; siendo estas últimas más grasas al encontrarse la carne menos picada.
Desde un punto de vista nutricional las rilletes son una fuente de aporte de grasas y proteínas y conviene por lo tanto tomarlas con precaución dentro de una dieta equilibrada.
- Datos: Q1933110
- Multimedia: Rillettes / Q1933110